# Луций Антисций
Луций Антисций (на латински: Lucius Antistius) e политик на Римската република през 4 век пр.н.е.
Произлиза от плебейската фамилия Антисции (gens Antistia; ANTE'STIA). Той е консулски военен трибун през 379 пр.н.е. заедно с още седем колеги.